# Municipio de Fairbanks (Minnesota)
El municipio de Fairbanks (en inglés: Fairbanks Township) es un municipio ubicado en el condado de St. Louis en el estado estadounidense de Minnesota. En el año 2010 tenía una población de 63 habitantes y una densidad poblacional de 0,34 personas por km².

## Geografía
El municipio de Fairbanks se encuentra ubicado en las coordenadas 47°19′3″N 91°55′44″O / 47.31750, -91.92889. Según la Oficina del Censo de los Estados Unidos, el municipio tiene una superficie total de 186.44 km², de la cual 181,45 km² corresponden a tierra firme y (2,67 %) 4,99 km² es agua.

## Demografía
Según el censo de 2010, había 63 personas residiendo en el municipio de Fairbanks. La densidad de población era de 0,34 hab./km². De los 63 habitantes, el municipio de Fairbanks estaba compuesto por el 96,83 % blancos y el 3,17 % eran de una mezcla de razas. Del total de la población el 0 % eran hispanos o latinos de cualquier raza.